# Tim Jitloff
Timothy Matthew „Tim” Jitloff (ur. 11 stycznia 1985 w San Jose) – amerykański narciarz alpejski, mistrz świata juniorów z 2005 roku w kombinacji alpejskiej.

## Kariera
Po raz pierwszy na arenie międzynarodowej Tim Jitloff pojawił się 10 grudnia 2000 roku w Snow King, gdzie w zawodach FIS Race w slalomie zajął 58. miejsce. W 2005 roku wystartował na mistrzostwach świata juniorów w Bardonecchii, gdzie wywalczył złoty medal w kombinacji. Był też szósty w slalomie, siódmy w gigancie oraz dziesiąty w zjeździe.
W zawodach Pucharu Świata zadebiutował 17 grudnia 2006 roku w Alta Badia, gdzie nie zakwalifikował się do pierwszego przejazdu giganta. Pierwsze pucharowe punkty wywalczył 26 października 2008 roku w Sölden, zajmując w tej samej konkurencji 20. miejsce. Wielokrotnie plasował się w czołowej dziesiątce zawodów pucharowych, jednak nigdy nie stanął na podium. Najlepsze wyniki osiągnął w sezonie 2013/2014, który ukończył na 50. pozycji w klasyfikacji generalnej oraz osiemnastej w klasyfikacji giganta.
W 2014 roku wystartował w gigancie na igrzyskach olimpijskich w Soczi, kończąc rywalizację na piętnastej pozycji. Znalazł się też w reprezentacji Stanów Zjednoczonych na Igrzyska w Vancouver, nie wystartował jednak w żadnej konkurencji. Kilkukrotnie startował na mistrzostwach świata, najlepszy wynik osiągając podczas mistrzostw świata w Vail/Beaver Creek, gdzie był dziewiąty w swej koronnej konkurencji.

## Osiągnięcia

### Igrzyska olimpijskie
| Miejsce | Dzień     | Rok  | Miejscowość | Konkurencja | Czas biegu  | Strata  | Zwycięzca  |
| ------- | --------- | ---- | ----------- | ----------- | ----------- | ------- | ---------- |
| 15.     | 19 lutego | 2014 | Soczi       | Gigant      | 2:45,29 min | +1,84 s | Ted Ligety |

### Mistrzostwa świata
| Miejsce | Dzień     | Rok  | Miejscowość       | Konkurencja     | Czas biegu  | Strata   | Zwycięzca          |
| ------- | --------- | ---- | ----------------- | --------------- | ----------- | -------- | ------------------ |
| 18.     | 14 lutego | 2007 | Åre               | Gigant          | 2:19,64 min | +2,59 s  | Aksel Lund Svindal |
| 25.     | 17 lutego | 2007 | Åre               | Slalom          | 1:57,33 min | +25,93 s | Mario Matt         |
| 26.     | 13 lutego | 2009 | Val d’Isère       | Gigant          | 2:18,82 min | +5,73 s  | Carlo Janka        |
| 22.     | 15 lutego | 2009 | Val d’Isère       | Slalom          | 1:44,17 min | –        | Manfred Pranger    |
| 14.     | 14 lutego | 2011 | Ga-Pa             | Superkombinacja | 2:54,51 min | +5,78 s  | Aksel Lund Svindal |
| 16.     | 15 lutego | 2013 | Schladming        | Gigant          | 2:28,92 min | +4,16 s  | Ted Ligety         |
| 17.     | 8 lutego  | 2015 | Vail/Beaver Creek | Superkombinacja | 2:36,10 min | +2,03 s  | Marcel Hirscher    |
| 9.      | 13 lutego | 2015 | Vail/Beaver Creek | Gigant          | 2:34,16 min | +1,88 s  | Ted Ligety         |

### Mistrzostwa świata juniorów
| Miejsce | Dzień     | Rok  | Miejscowość  | Konkurencja | Czas biegu  | Strata  | Zwycięzca       |
| ------- | --------- | ---- | ------------ | ----------- | ----------- | ------- | --------------- |
| 10.     | 23 lutego | 2005 | Bardonecchia | Zjazd       | 1:25,58 min | +1,41 s | Rok Perko       |
| 6.      | 24 lutego | 2005 | Bardonecchia | Slalom      | 1:24,10 min | +1,37 s | Filip Trejbal   |
| DNF     | 25 lutego | 2005 | Bardonecchia | Supergigant | 1:25,20 min | –       | Michael Gmeiner |
| 7.      | 27 lutego | 2005 | Bardonecchia | Gigant      | 2:10,28 min | +0,90 s | Michael Gmeiner |
| 1.      | 27 lutego | 2005 | Bardonecchia | Kombinacja  | 37,53 pkt   | –       | –               |

### Puchar Świata

#### Miejsca w klasyfikacji generalnej
- sezon 2008/2009: 75.
- sezon 2009/2010: 136.
- sezon 2010/2011: 99.
- sezon 2011/2012: 78.
- sezon 2012/2013: 82.
- sezon 2013/2014: 50.
- sezon 2014/2015: 60.
- sezon 2015/2016:

#### Miejsca na podium w zawodach
Jak dotąd Jitloff nie stanął na podium zawodów PŚ.